# 井口町 (高松市)
井口町（いぐちまち）は、香川県高松市中心部の町丁。郵便番号は760-0038（高松中央郵便局管区）。住居表示に関する法律に基づく住居表示は実施されていない。

## 地理
高松市役所より1.0km、高松市中心部の都心に位置し、旧志度街道の一部である市道片原町沖松島線を挟んで両側に広がる両側町である。西は通町、東は杣場川にかかる新橋までで、この部分での旧志度街道は東西の町筋となっているため、合わせて当町も東西に長くなっている。町内は基本的に事務所が入るビルのほか庶民的な商店などが立地しており、鉄道駅は存在しないが付近にことでん片原町駅がある。
2010年国勢調査による人口は198人（男87人/女111人）、世帯数は138世帯、面積は1万6465.73m2、人口密度は1万2025.0人/km2。公立小学校・中学校の校区は全域が高松第一小学校・中学校（小中一貫）に属している。
町内における都市計画法に基づく用途地域は全域が容積率400%の商業地域である。市道片原町沖松島線
当町が広がる市道片原町沖松島線は、内町の常磐橋を起点とした高松五街道の一つ旧志度街道の一部である。旧志度街道・長尾街道は常磐橋（現丸亀町ドーム）から片原町を東進し、通町で旧長尾街道が分岐した後、旧志度街道はさらに東進して当町に至る。当町からは町内の新橋西交差点で南進し、今橋で市道東浜港多賀線とは離れて南東に下り、千代橋で御坊川を渡った後に東進し、詰田川の手前でクランク状に一旦南進して現代の志度街道（県道155号牟礼中新線、旧国道11号）と合流した後に東進し志度へ至る。

## 歴史
町名の由来は、高松藩の御用商人（素麺師）七代目井ノ口屋七左衛門が居住していたことによるという説がある。
もとは東かこ町の一部であり、後に東浜町の字名として井口が見られるようになる。町名としては、享保年間にはすでに東浜町と分離して、井口屋町が成立しており、その後宝暦2年（1752年頃）の絵地図には井口町として書かれている。町内は商人町としての性格が濃く、それは明治時代に入っても続いた。
1890年（明治23年）2月15日にはそれまで城下町各町の集合体であった高松の区域を以って市制を施行して高松市が成立し、井口町はその一部となった。
1945年（昭和20年）7月4日未明にはアメリカ軍による無差別絨毯爆撃「高松空襲」を受け、焼失率100%で町内全てが灰燼に帰した。空襲で壊滅的な被害を受けた高松市中心部では大部分で土地区画整理事業（戦災復興土地区画整理事業）が施行され、井口町でも第一工区二次として区画整理の対象となり、町内の多くの街路が拡張・改良された。この区画整理事業の完工となる換地処分公告は1964年（昭和39年）1月25日である。その翌日付で地番整理が施行されたことにより、一部が通町及び東浜町一丁目〜二丁目へ編入され、同時に通町、東浜町及び新材木町の各一部を編入した。
1990年（平成2年）3月31日、暗渠化された杣場川の上部に市立公園の杣場川緑道が整備された。

## 主要施設
掲載順は地番の順序による
- グランデ高松
- 高松井口町郵便局